# Filenchus discrepans
Filenchus discrepans är en rundmaskart. Filenchus discrepans ingår i släktet Filenchus, och familjen Tylenchidae. Arten är reproducerande i Sverige.